# 江別市立対雁小学校
江別市立対雁小学校（えべつしりつ ついしかりしょうがっこう）は、北海道江別市見晴台にある市立小学校。1877年に開設された、江別市で最も歴史のある学校である。
校区は元江別の一部、見晴台、新栄台。

## 沿革
- 1877年11月 - 仮の教育所を設置
- 1878年1月 - 開拓使学務局直轄の對雁教育所開設
- 1878年10月 - 開拓長官黒田清隆が来校し2つの額を寄贈
- 1880年6月 - 新校舎完成・對雁學校となる
- 1883年4月 - 對雁移民共済組合の組合立對雁小學校となる
- 1890年6月 - 村立對雁小學校となる
- 1897年4月 - 公立對雁小學校となる
- 1919年3月 - 校旗、旧校歌が制定される
- 1923年8月 - 「對雁小學校保護者會」が発足
- 1941年4月 - 国民学校令により、對雁國民學校となる
- 1947年4月 - 学制改革により、江別町立対雁小学校となる
- 1947年8月 - 保護者会が「対雁小父母と教師の会」となる
- 1951年11月 - 新校歌を制定する
- 1972年9月 - 石狩川築堤改修工事のため現在位置に移転
- 1987年7月 - 二期校舎落成
- 1988年1月 - 三期校舎落成、新体育館完成
- 1990年7月 - プール完成
- 1991年1月 - 四期校舎落成
- 1994年2月 - 五期校舎落成
- 1997年4月 - 江別市立いずみ野小学校を分離
- 2000年1月 - パソコン教室新設
- 2005年8月 - グラウンド排水改修工事
- 2005年12月 - パソコン教室改修工事
- 2009年 - 30人31脚北海道地区大会に、6年1組、2組が登場。また全国大会2009には、6年1組が「北の野生児軍団」として登場した。

## 著名な出身者
- 西尾佳 - 長野放送アナウンサー